# Arnfield
Arnfield – wieś w Anglii, w hrabstwie Derbyshire, w dystrykcie High Peak. Leży 70 km na północny zachód od miasta Derby i 252 km na północny zachód od Londynu.